# Izaak Brudny
Izaak Brudny (lit. Aizikas Brudnis) (ur. 1889 w Smorgoniach, zm. 1956 w Tel Awiwie) – litewski ekonomista i działacz społeczny żydowskiego pochodzenia, poseł na Sejm Republiki Litewskiej (1923).

## Życiorys
Ukończył ekonomię na Uniwersytecie w Bernie. Po powrocie na Litwę stał na czele Żydowskiego Banku Centralnego. W czasie I wojny światowej przebywał w Rosji, gdzie związał się z rosyjskimi socjalistycznymi organizacjami syjonistycznymi. W 1920 wrócił na Litwę, gdzie wstąpił do organizacji „Tarbut”. W maju 1923 został wybrany posłem na Sejm z listy bloku mniejszości narodowych w okręgu Uciana. Mandat sprawował przez dwa tygodnie – objął go po nim Josel Rogiński, żydowski przemysłowiec i członek Rady Miasta Kowna (ur. 1894).